# Heracleum roseum
Heracleum roseum är en flockblommig växtart som beskrevs av John Stevenson. Heracleum roseum ingår i släktet lokor, och familjen flockblommiga växter. Inga underarter finns listade i Catalogue of Life.